# Flykkiller
Flykkiller (stiliserat FLYKKLLR) är ett polsk-engelskt elektroniskt musikprojekt av sångerskan Pati Yang och producenten Stephen Hilton. De gav ut albumet Experiments in Violent Light 2007 som innehåller en remix av David Holmes.

## Diskografi
Album
- 2007: Experiments in Violent Light

EP
- 2007: Flykkiller EP
- 2007: Peroxide EP
- 2007: Seven Stiches Mixtape (Flykkiller and Guests)
- 2007: Fear EP
- 2008: Shine Out Shine Out EP